# Вырбица (Великотырновская область)
Вырбица (болг. Върбица) — село в Болгарии. Находится в Великотырновской области, входит в общину Горна-Оряховица. Население составляет 1088 человек (2022).

## Политическая ситуация
В местном кметстве Вырбица, в состав которого входит Вырбица, должность кмета (старосты) исполняет Йордан Иванов Петров (Граждане за европейское развитие Болгарии (ГЕРБ)) по результатам выборов.
Кмет (мэр) общины Горна-Оряховица — Йордан Стефанов Михтиев (Граждане за европейское развитие Болгарии (ГЕРБ)) по результатам выборов.